# Anicla prodenoides
Anicla prodenoides là một loài bướm đêm trong họ Noctuidae.